# Krisztián Bártfai
Krisztián Bártfai (Vác, Pest, 16 de julho de 1974) é um ex-canoísta húngaro especialista em provas de velocidade.

## Carreira
Foi vencedor da medalha de bronze em K-2 1000 m em Sydney 2000, junto com o seu colega de equipa Krisztián Veréb.